# Tennis Channel Open 2002
Il Tennis Channel Open 2002 è stato un torneo di tennis giocato sul cemento.
È stata la 15ª edizione del Tennis Channel Open,che fa parte della categoria International Series nell'ambito dell'ATP Tour 2002.
Si è giocato a Scottsdale in Arizona dal 4 marzo all'11 marzo 2002.

## Campioni

### Singolare
Andre Agassi ha battuto in finale  Joan Balcells con il punteggio di 6–2, 7–6 (7-2)

### Doppio
Bob Bryan /  Mike Bryan hanno battuto in finale  Mark Knowles /  Daniel Nestor con il punteggio di 7–5, 7–6 (8–6)